# Rafael María Moscoso
Rafael María Moscoso Puello (Santo Domingo, 17 de febrero de 1874 - Ibidem, 12 de octubre de 1951) fue un científico, biólogo, naturalista, botánico, educador, profesor de la Universidad Autónoma de Santo Domingo y director del Instituto Botánico desde el 15 de abril de 1941 hasta su deceso.
Fue el primer científico dominicano que estudió la flora nacional. En 1907 se establece en Santiago de los Caballeros, realizando allí parte de sus investigaciones. También recolectó flora en los alrededores de Santo Domingo y en otras regiones, como en Pico Diego de Ocampo, San José de las Matas, Línea Noroeste, Morro de Montecristi.
Publicó interesantes temas sobre Historia natural, Geografía y Zoología. Fue el mentor del distinguido botánico doctor José de Jesús Jiménez Almonte.  
Su hermano fue el notable doctor y novelista doctor Francisco Moscoso Puello. El político y educador doctor Juan Vicente Moscoso fue su tío bisabuelo por parte paterna. 

## Obra
- 1943. “Catálogo Floral dominicano”, en latín
- 1897. “Familias Vegetales representadas en la Flora de Santo Domingo”.[5]

Recibió el título de doctor honoris causa otorgado por la Universidad Autónoma de Santo Domingo (UASD), en reconocimiento a sus meritorios estudios.

## Honores
El Jardín Botánico Nacional de Santo Domingo lleva su nombre al igual que la Revista Botánica, denominada en su honor: Moscoso.
- La abreviatura «Moscoso» se emplea para indicar a Rafael María Moscoso como autoridad en la descripción y clasificación científica de los vegetales.[8]